# Сытник, Владимир Михайлович
Владимир Михайлович Сытник (25 апреля 1925 — 27 января 1945) — сапёр 58-го отдельного штурмового инженерно-сапёрного батальона 12-й штурмовой инженерно-сапёрной бригады 3-го Украинского фронта, красноармеец. Герой Советского Союза.

## Биография
Родился 25 апреля 1925 года в селе Луганское ныне Бахмутского района Донецкой области Украины. Работал в колхозе.
С началом Великой Отечественной войны остался на оккупированной территории. В сентябре 1943 года, после освобождения посёлка, добровольцем ушёл в Красную Армию. Участвовал в освобождении Украины, городов Мелитополь, Керчь, Одесса, городов Восточной Европы — Бухарест, Варна, София, дошёл до Будапешта.
Во время уличных боёв при освобождении Будапешта 27 января 1945 года своим телом закрыл амбразуру вражеской огневой точки. Ценою своей жизни способствовал выполнению боевой задачи.
28 апреля 1945 года за образцовое выполнение боевых заданий командования и проявленные при этом мужество и героизм красноармейцу Сытнику Владимиру Михайловичу посмертно присвоено звание Героя Советского Союза.